# Papuaea
Papuaea é um género botânico pertencente à família das orquídeas (Orchidaceae).